# Piotr Kułakowski
 Piotr Krzysztof Kułakowski (ur. 1957) – polski lekarz internista i kardiolog, nauczyciel akademicki, profesor nauk medycznych.

## Życiorys
W 1982 ukończył studia w Wydziale Lekarskim Akademii Medycznej w Warszawie. W 1986 uzyskał specjalizację I stopnia, a następnie w 1989 specjalizację II stopnia w dziedzinie chorób wewnętrznych i w 2012 specjalizację w dziedzinie kardiologii.
Stopień doktora nauk medycznych uzyskał w 1989 w Akademii Medycznej w Warszawie na podstawie rozprawy pt. Wartość uśredniania zapisu EKG z powierzchni klatki piersiowej u chorych z pozawałowym tętniakiem lewej komory serca. W 1995 w Centrum Medycznym Kształcenia Podyplomowego uzyskał stopień doktora habilitowanego na podstawie pracy pt. Znaczenie metody uśredniania i wielokrotnego wzmacniania elektrokardiogramu dla oceny skuteczności leczenia antyarytmicznego u chorych z napadami częstoskurczu komorowego. W 2004 otrzymał tytuł naukowy profesora.
Od 1987 zawodowo związany z Centrum Medycznego Kształcenia Podyplomowego. Kierownik Pracowni Elektrofizjologii Klinicznej w Klinice Kardiologii CMKP w Szpitalu Grochowskim. 
Autor lub współautor ponad 500 publikacji i doniesień zjazdowych.

## Odznaczenia
- Złoty Krzyż Zasługi (2010)[7]